# Teoria da relação de objetos
A teoria da relação de objetos é uma teoria psicodinâmica dentro da teoria psicanalítica. A teoria descreve a ideia de que o ego só existe em relação a outros objetos, que podem ser internos ou externos. Os objetos internos são versões internalizadas de objetos externos que se formam principalmente mediante as interações iniciais com os pais. Existem três "sentimentos" fundamentais que podem existir entre Eu e o Outro: apego, frustração e rejeição. Estes sentimentos são estados emocionais universais que constituem os elementos mínimos de construção da personalidade. Os pioneiros, nas décadas de 1940 e 1950 da teoria da relação de objetos foram os psicólogos britânicos Ronald Fairbairn, Donald Woods Winnicott, Harry Guntrip, e outros.